# La bambina nel pozzo
La bambina nel pozzo (The Well) è un film del 1951 diretto da Leo C. Popkin e Russell Rouse.

## Trama
Una mattina, prima di recarsi a scuola, Carolyn, una bambina afroamericana, raccoglie dei fiori in un prato ma cade dentro un pozzo scavato nel terreno e ricoperto dalla vegetazione.
Denunciata la scomparsa, gli uomini dello sceriffo Ben Kellogg cominciano le ricerche. Testimonianze risalgono a un uomo, un tale Claude Packard, parente di un costruttore del luogo, che avrebbe regalato dei fiori alla bambina ed aiutata ad attraversare la strada.
L'uomo viene fermato e il congiunto preme per il rilascio. La comunità nera ritiene che si voglia coprire un sospetto infanticida. Presto scoppiano le violenze all'interno della cittadina, finché un bambino per mezzo di un cane individua il pozzo con dentro la piccola, potendo allertare le autorità e far cessare le violenze. Messo da parte lo scontro razziale, l'intera comunità si adopera per trarla in salvo.